# Campo Número Ciento Tres
Campo Número Ciento Tres är en ort i Mexiko.   Den ligger i kommunen Cuauhtémoc och delstaten Chihuahua, i den nordvästra delen av landet, 1 300 km nordväst om huvudstaden Mexico City. Campo Número Ciento Tres ligger 1 999 meter över havet och antalet invånare är 158.
Terrängen runt Campo Número Ciento Tres är en högslätt. Runt Campo Número Ciento Tres är det ganska glesbefolkat, med 43 invånare per kvadratkilometer. Närmaste större samhälle är Colonia Margarita Maza de Juárez, 10,7 km öster om Campo Número Ciento Tres. Trakten runt Campo Número Ciento Tres består till största delen av jordbruksmark.